# 安尼斯敦 (阿拉巴马州)
安尼斯敦（英語：Anniston）是美国阿拉巴马州卡尔霍恩县的一座城市。在美国2000年人口普查时，全镇总人口为24276人。该市同时也是卡尔霍恩县的县治。

## 地理
安尼斯敦位于33°39′46″N 85°49′35″W / 33.66278°N 85.82639°W  (33.663003, -85.826664)。
根据美国人口调查局的数据，全市面积为45.5平方英里（117.7平方公里），其中45.4平方英里（117.7平方公里）是陆地，还有0.04平方英里（0.1平方公里）是水域，约占总面积的0.07%。
2003年时，蓝山县的部分土地被划分到安尼斯敦市，还有其他划到卡尔霍恩县，从此蓝山县不复存在。

## 人口统计
| 调查年     | 人口   | 备注 | %±     |
| ---------- | ------ | ---- | ------ |
| 1880       | 942    |      | —      |
| 1890       | 9,998  |      | 961.4% |
| 1900       | 9,695  |      | −3.0%  |
| 1910       | 12,794 |      | 32.0%  |
| 1920       | 17,734 |      | 38.6%  |
| 1930       | 22,345 |      | 26.0%  |
| 1940       | 25,523 |      | 14.2%  |
| 1950       | 31,066 |      | 21.7%  |
| 1960       | 33,320 |      | 7.3%   |
| 1970       | 31,533 |      | −5.4%  |
| 1980       | 29,135 |      | −7.6%  |
| 1990       | 26,623 |      | −8.6%  |
| 2000       | 24,276 |      | −8.8%  |
| 2007年估计 | 23,689 |      |        |

截至2000年的人口普查，全市共有24276居民，10447户和6414个家庭。人口密度是534.4人每平方英里(206.3/km2)。该市12787个住房单位平均密度为281.5个每平方英里(108.7/km2)。全市人口48.71%是白种人，48.69%是非洲裔美国人，0.27%是美国土著，0.78%是亚裔，0.07%是太平洋岛民，0.61%来自其他种族，还有0.86%是混血。西班牙裔和拉丁美洲裔分别占总人口的1.68%。
全市10447户的24.3%有18岁以下的孩子和他们居住，38.0%户是已经结婚的，20.0%户已婚丧夫的家庭，还有38.6%户是非家庭。6414个家庭的34.8%由个人组成，15.6%户居住着65岁及以上的独居老人。平均每户有2.26人，每个家庭2.91人。
全市18岁以下的少年儿童及青少年占总人口的23.6%，8.7%的人口居于18岁到24岁之间，25.7%的人口居于25岁到44岁之间，23.3%的人口居于45岁到64岁之间，还有18.4%的人口是65岁以上的老年人。人口年龄的中位数是39岁，平均每100个女性对应83.9个男性。18岁以上的每100个女性对应78.5个男性。

## 教育
安尼斯敦的学校大多是都是公办的。附近还有一所大学——杰克逊维尔州立大学，位于附近的杰克逊维尔。

## 当地著名人物
- 迈克尔·比恩，艺人
- 拉里·鲍伊，退休的NFL运动员
- 迈克尔·库里，NBA运动员。
- 凯文·格林，退休的NFL运动员。
- 沃恩斯·图尔特，退休的NFL运动员。